# 米山みどり
米山 みどり（よねやま みどり、1976年5月9日 - ）は、日本の女子プロゴルファー。愛知県豊橋市出身。血液型A型。

## 来歴
小学生5・6年時に、剣道で全国制覇した経験を持つ。
13歳よりゴルフを始め、愛知大学に在学中の1995年に日本女子アマで優勝。翌年、プロになることを決意し、愛知大学を中退、研修生となり、その後の1998年に2度目の受験でプロテスト合格（70期生）。その翌年には、フジサンケイレディスクラシックを優勝し、日本人選手過去最速のプロ入り370日目での初優勝を果たし、LPGA新人賞と日本プロスポーツ新人賞を受賞した。
2008年には、生涯獲得賞金総額4億円を超え、トッププロの一人として活躍していたが、2011年、「プロ入りした時から（現役は）35歳までと決めていた。」と語り現役引退した。
2000年シーズンから引退した2011年シーズンまでの12年間シード権を保持し続け、2011年シーズンの成績も来期のシード権を獲得できる順位だった。
生涯獲得賞金は、引退時点で歴代20位となる4億7120万6168万円。
- 1999年 フジサンケイレディスクラシック優勝
- 2000年 再春館レディース・火の国オープン優勝
- 2001年 アピタ・サークルK・サンクスレディス、フリスキー大阪女子オープンゴルフトーナメント優勝
- 2005年 廣済堂レディスゴルフカップ、カトキチクイーンズゴルフトーナメント優勝
- 2007年 ダイキンオーキッドレディスゴルフトーナメント優勝

引退後はティーチングプロとして活動。2013年4月から1年間、中日スポーツでコラムを連載。コラム連載中の7月に結婚し、2014年3月8日に女児を出産した。